# Synagogue de Chablis
La maison située rue des Juifs également appelée Synagogue de Chablis est une maison située à Chablis (Yonne), en France.

## Localisation
La maison est située au 10-12-14 rue des Juifs à Chablis.

## Description
Il s'agit d'une maison dont la construction remonterait au XVIe siècle ornée d'une façade Renaissance. Entièrement délabrée, elle a été restaurée en 2006-2008 par son propriétaire, vigneron. William Fèvre,.

## Historique
L'édifice est inscrit au titre des monuments historiques en 1993.